# Uğur Pamuk
Uğur Pamuk (sinh ngày 15 tháng 9 năm 1989) là một cầu thủ bóng đá Azerbaijan thi đấu cho Manisaspor, ở vị trí tiền vệ và tiền đạo.

## Sự nghiệp
Pamuk chuyển đến Khazar Lenkaran từ đội cùng ở Giải bóng đá ngoại hạng Azerbaijan Sumgayit trong kỳ chuyển nhượng mùa đông 2013.
Ngày 1 tháng 7 năm 2016, Pamuk ký bản hợp đồng 2 năm với Manisaspor.

## Sự nghiệp quốc tế
Pamuk nhận được lệnh triệu tập đầu tiên lên đội tuyển quốc gia Azerbaijan vào tháng 5 năm 2012, khi anh được chọn vào trại huấn luyện bởi huấn luyện viên Berti Vogts. Anh ra sân đầu tiên trong tháng đó tại trận đấu với Andorra, thay cho Vugar Nadyrov trong 18 phút cuối cùng và kết quả trận đấu là 0-0. Anh được góp mặt trong đội hình của vòng loại World Cup của Azerbaijan với Bắc Ireland vào tháng 11 năm 2012, nhưng chỉ ngồi ở ghế dự bị trong trận đấu đó.

## Thống kê sự nghiệp
Tính đến 25 tháng 2 năm 2015
| Mùa giải   | Câu lạc bộ      | Giải                               | Giải | Giải | Cúp                    | Cúp                    | Châu Âu | Châu Âu | Khác     | Khác     | Tổng | Tổng | Tổng |
| Mùa giải   | Câu lạc bộ      | Giải                               | Trận | Bàn  | Trận                   | Bàn                    | Trận    | Bàn     | Trận     | Bàn      | Trận | Bàn  |      |
| Azerbaijan | Azerbaijan      | Azerbaijan                         | Giải | Giải | Cúp bóng đá Azerbaijan | Cúp bóng đá Azerbaijan | Châu Âu | Châu Âu | Siêu cúp | Siêu cúp | Tổng | Tổng | Tổng |
| ---------- | --------------- | ---------------------------------- | ---- | ---- | ---------------------- | ---------------------- | ------- | ------- | -------- | -------- | ---- | ---- | ---- |
| 2011–12    | Sumgayit        | Giải bóng đá ngoại hạng Azerbaijan | 14   | 2    | 0                      | 0                      | -       | -       | -        | -        | 14   | 2    |      |
| 2012–13    | Sumgayit        | Giải bóng đá ngoại hạng Azerbaijan | 14   | 1    | 0                      | 0                      | -       | -       | -        | -        | 14   | 1    |      |
| 2012–13    | Khazar Lankaran | Giải bóng đá ngoại hạng Azerbaijan | 10   | 1    | 5                      | 1                      | -       | -       | -        | -        | 15   | 1    |      |
| 2013–14    | Khazar Lankaran | Giải bóng đá ngoại hạng Azerbaijan | 3    | 0    | 0                      | 0                      | 1       | 0       | 0        | 0        | 4    | 0    |      |
| 2013–14    | Sumgayit (mượn) | Giải bóng đá ngoại hạng Azerbaijan | 13   | 2    | 0                      | 0                      | -       | -       | -        | -        | 13   | 2    |      |
| 2014–15    | Khazar Lankaran | Giải bóng đá ngoại hạng Azerbaijan | 3    | 0    | 0                      | 0                      | 1       | 0       | 0        | 0        | 4    | 0    |      |
| 2014–15    | Sumgayit        | Giải bóng đá ngoại hạng Azerbaijan | 1    | 0    | 0                      | 0                      | -       | -       | -        | -        | 1    | 0    |      |
| Tổng       | Tổng            | Tổng                               | 55   | 6    | 5                      | 1                      | 1       | 0       | 0        | 0        | 61   | 7    |      |